# リクルートマネジメントソリューションズ
株式会社リクルートマネジメントソリューションズは、リクルートグループの会社であり、企業の人材採用・育成、組織開発、人事制度構築に関するサービスを提供する。企業内研修および人事コンサル領域で、売上高第一位（矢野総合研究所調べ）である。

## 概要
1989年にリクルートから独立し、採用適性検査であるSPI総合検査を提供してきた株式会社人事測定研究所（→HRR株式会社）と、リクルートにおいて企業内教育に用いられるトレーニングを提供してきたHRDディビジョンが統合しできた会社。
人の採用と育成を一手に引き受けることが可能な会社であり、人事制度なども含め、経営・人事課題の解決と、事業・戦略の推進を支援することをその目的としている。

## 拠点
- 東海 〒460-0008 愛知県名古屋市中区栄2-1-1 日土地名古屋ビル
- 関西 〒530-8240 大阪府大阪市北区角田町8-1 大阪梅田ツインタワーズ・ノース

オフィシャルパートナー
- 新潟・山形（庄内）  株式会社マネジメントソリューションズ 〒951-8122 新潟県新潟市中央区旭町通１番町754-27 メゾン・ド・コリン201

## 関連会社
- 株式会社働きがいのある会社研究所

## 研究所
- 組織行動研究所
- 測定技術研究所